# Haydée Santamaría

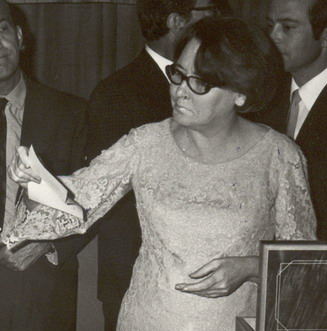
Haydée Santamaría (1966)

Haydée Santamaría Cuadrado (ur. 21 stycznia 1921 w Encrucijada w prowincji Las Villas (obecnie Villa Clara), zm. 28 lipca 1980) – kubańska rewolucjonistka, działaczka kulturalna oraz państwowa.

## Życie i działalność
Haydée Santamaría wywodziła się z rodziny pochodzenia hiszpańskiego. Była córką pracownika plantacji cukru w centrum Kuby. Na początku 1950 r., przeniosła się ze swoim młodszym bratem Ablem do Hawany, gdzie oboje przyłączyli się do ruchu rewolucyjnego.
Brała udział w organizacji dowodzonego przez Fidela Castro Ruz, ataku ok. 160-osobowego oddziału na koszary Moncada 26 lipca 1953 r. uznawanego za początek rewolucji kubańskiej. Podczas ataku, była jedną z dwóch kobiet uczestniczących w walkach po stronie rebeliantów, druga była Melba Hernández. Ostatecznie atak nie powiódł się, a około połowa rebeliantów zginęła, zaś Haydée Santamaría, Melba Hernández oraz Fidel i Raúl Castro zostali schwytani. Haydée Santamaría i Melba Hernández zostały skazane na siedem miesięcy pozbawienia wolności. Po zwolnieniu obie zaangażowały się w działania na rzecz uwolnienia pozostałych więzionych rewolucjonistów, w ramach Ruchu 26 Lipca.
Po obaleniu Fulgencio Batisty, była założycielką i od 1959 r., aż do śmierci w 1980 r., dyrektorem centrum kulturalnego Casa de las Americas. Brała udział w organizacji Komunistycznej Partii Kuby wchodząc w skład jej Komitetu Centralnego. W 1966 r., reprezentowała Kubę jako gość Zjazdu Komunistycznej Partii Związku Radzieckiego (KPZR), a także odwiedziła Demokratyczną Republikę Wietnamu, gdzie spotkała się z prezydentem Hồ Chí Minhem.